# Franz Wilhelm Seidler
Franz Wilhelm Seidler, nemški zgodovinar, * 2. marec 1933, † Vitkov (Češkoslovaška).
Bil je predavatelj novejše zgodovine na Univerzi Bundeswehra v Münchnu; njegova raziskovanje je bilo osredotočeno na nemško vojaško osebje, vojne zločine in gverilsko bojevanje.